# Снегирёв, Николай Михайлович
Николай Михайлович Снегирёв (1902 — 28 октября 1917, Москва) — московский подросток, разведчик и связной красногвардейцев во время Октябрьского переворота 1917 года.
Ученик городской школы. Жил в Молочном переулке. Кличка — Колька-опорочник, так как из-за бедности ходил в опорках.
Помогал красногвардейцам, так как знал все местные дворы и мог незаметно провести красногвардейцев в тыл юнкерам. Первое им выполненное задание — минуя обстрел со стороны юнкеров доставил донесение в штаб. На обратной дороге запоминал посты, огневые точки, заграждения юнкеров и всё это сообщил красногвардейцам.
При выполнении очередного задания, когда перебегал улицу Остоженка, был убит юнкерами разрывной пулей. Как потом вспоминали красногвардейцы — они предлагали ему переждать сильный огонь, но он сказал: «Пробегу». Из-за сильной стрельбы три дня лежал на мостовой убитым, так как не было возможности вытащить его.
Похоронен у Кремлёвской стены.